# Ôm
Ôm là một hình thức phổ quát của sự thân mật thể xác, trong đó hai người đặt tay quanh cổ, lưng, thắt lưng hoặc của nhau và ôm nhau chặt chẽ. Nếu có nhiều hơn hai người ôm nhau thì được gọi là ôm tập thể.

## Mô tả
Ôm, đôi khi kết hợp với một nụ hôn, là một hình thức giao tiếp phi ngôn ngữ. Tùy thuộc vào văn hóa, bối cảnh và mối quan hệ, một cái ôm có thể chỉ ra sự quen thuộc, tình yêu, tình cảm, tình bạn hay sự cảm thông. Một cái ôm có thể được cho là một dấu hiệu của hỗ trợ, thoải mái, và an ủi, đặc biệt là nơi mà từ là không đủ. Một cái ôm thường là một minh chứng của tình cảm và tình cảm ấm áp, đôi khi phát sinh từ niềm vui hay hạnh phúc đáp một người nào đó hoặc nhìn thấy một ai đó mà họ chưa từng thấy trong một thời gian dài. Một cái ôm không đối ứng có thể chứng minh một vấn đề trong các mối quan hệ. Một cái ôm có thể từ một ngắn một giây thắt chặt, với cánh tay không hoàn toàn xung quanh các đối tác, một tổ chức mở rộng. Chiều dài của một cái ôm trong mọi tình huống được xã hội và văn hóa được xác định. Trong trường hợp của những người yêu thích, và đôi khi những người khác, hông cũng có thể được ép với nhau.
Không giống như một số loại xúc thể xác, ôm có thể được thực hiện công khai và riêng tư mà không có sự kỳ thị ở nhiều quốc gia, tôn giáo và các nền văn hóa, trong gia đình, và cũng qua tuổi và giới tính dây chuyền, nhưng thường là một dấu hiệu cho thấy người đã quen thuộc với nhau. Di chuyển từ một cái bắt tay (hoặc liên lạc miễn phí) mối quan hệ với một mối quan hệ ôm là một dấu hiệu của một tình bạn mới.
Một cái ôm bất ngờ có thể được coi là một cuộc xâm lược của không gian cá nhân của một người, nhưng nếu nó được đáp lại nó là một dấu hiệu cho thấy nó được chào đón. Ngoài ra, một người, đặc biệt là một đứa trẻ, có thể vuốt ve và ôm một con búp bê hay thú nhồi bông. Trẻ em cũng sẽ ôm cha mẹ của họ khi họ cảm thấy bị đe dọa bởi một người không quen thuộc, mặc dù điều này có thể được coi như bám chặt lấy hơn là ôm, vì nó thể hiện một nhu cầu bảo vệ chứ không phải là tình cảm.
Trong khi ít phổ biến hơn, ôm ấp vuốt ve có thể được thực hiện như một phần của một hành động nghi lễ, xã hội trong các nhóm xã hội nhất định. Nó là một tùy chỉnh trong các nền văn hóa Latin như Pháp, Tây Ban Nha và Mỹ Latinh cho bạn bè nam ôm (cũng như tát nhau ở mặt sau) trong một lời chào vui vẻ. Một cái ôm tương tự, thường đi kèm với một nụ hôn trên má, cũng đang trở thành một phong tục của phụ nữ phương Tây tại cuộc họp hoặc chia tay. Tháng năm 2009, The New York Times báo cáo rằng " những cái ôm đã trở thành lời chào xã hội ưa thích khi thanh thiếu niên đáp ứng hoặc một phần những ngày này " ở Hoa Kỳ.
Một số trường học ở Hoa Kỳ đã ban hành lệnh cấm ôm ấp vuốt ve, mà trong một số trường hợp đã dẫn đến các cuộc biểu tình sinh viên lãnh đạo chống lại những lệnh cấm. Trong nghi thức Công giáo La Mã của Thánh Lễ một cái ôm có thể thay thế cho một nụ hôn hay bắt tay trong nụ hôn của nghi thức hòa bình. Một số nền văn hóa không ôm, ôm như một dấu hiệu của tình cảm hay tình yêu, chẳng hạn như Himba ở Namibia.
Ôm đã được chứng minh có lợi cho sức khỏe. Một nghiên cứu đã chỉ ra rằng những cái ôm làm tăng mức độ oxytocin, và làm giảm huyết áp